# Enicospilus pamelae
Enicospilus pamelae là một loài tò vò trong họ Ichneumonidae.